# Ralph de Gael
Ralph de Gael (voor 1042 - ca. 1096), ook wel Ralph de Guader, Radulf Waders of Ralph Wader, was graaf van East Anglia (Norfolk en Suffolk) en heer van Gaël en Montfort (Seigneur de Gaël et Montfort). Hij was een van de sleutelfiguren in de 'Opstand der Graven', de laatste echte opstand tegen Willem de Veroveraar.

## Levensloop
Ralph de Gael werd voor 1042 geboren, waarschijnlijk rond 1040 in Hereford, als zoon van Ralph de Staller. Hij erfde de grote Bretonse baronie Gaël, die uit meer dan veertig parochies bestond. In Engeland bezat hij grote landgoederen in Norfolk die hij door nalatenschap of toekenning door de Kroon had verkregen, en had hij daarnaast bezittingen in Suffolk, Essex, Hertford en mogelijk nog andere provincies. Bij sommige van deze landgoederen volgde hij zijn vader op, maar het is onzeker of hij het graafschap onmiddellijk na zijn vaders dood verkreeg.
In 1096 nam hij onder Robert Curthose en vergezeld door zijn vrouw deel aan de Eerste Kruistocht. Hij was een van de Bretonse leiders die deelnamen aan het Beleg van Nicea, waarna hij zich aansloot bij het leger van Bohemund I van Antiochië.
Zowel Ralph als zijn vrouw Emma stierven op weg naar Palestina gedurende de kruistocht.